# 29439 Maxfabiani
29439 Maxfabiani este o planetă minoră (asteroid), cu un diametru de 2,278 km, din centura de asteroizi. A fost descoperită pe 28 iunie 1997 la Circolo Culturale Astronomico di Farra d'Isonzo⁠(d) de Circolo Culturale Astronomico di Farra d'Isonzo⁠(d) și a fost numită după Max Fabiani⁠(d). 
Obiectul prezintă o orbită caracterizată de o semiaxă mare de 2,2547825 UAi, o excentricitate de 0,09, o înclinație de 5,85748 ° în raport cu ecliptica.